# سد فايونت

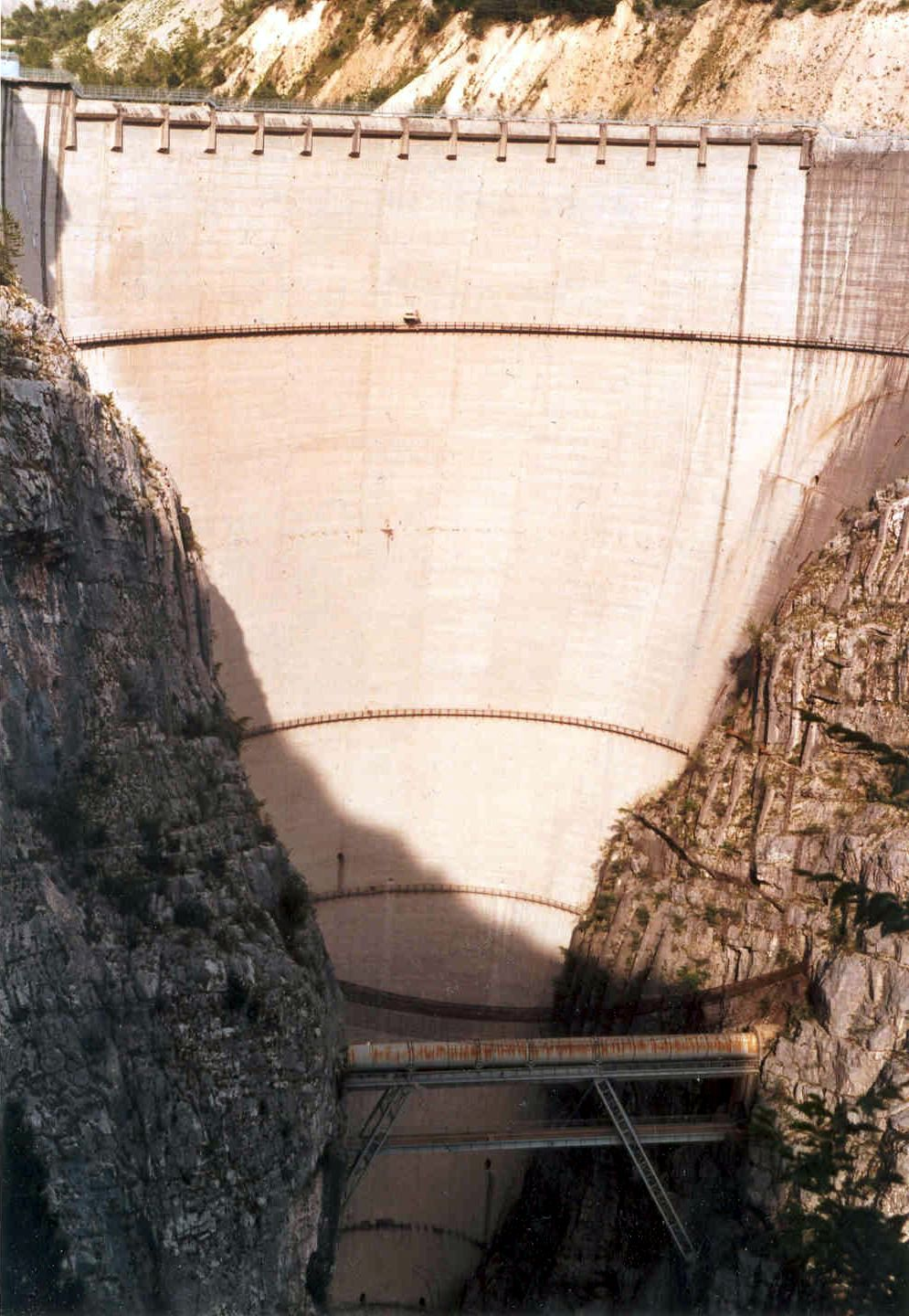
سد فايونت

سد فايونت (بالإيطالية: Diga del Vajont)‏ هو سد مهجور أنجز في عام 1959 في واد نهر فايونت تحت جبل توك على بعد 100 كيلومتر شمالي مدينة البندقية في إيطاليا. و كان مسؤولاً عن وفاة حوالي 2000 شخص في انهيار أرضي عام 1963.